# 什兰岱站
什兰岱站（蒙古语：ᠰᠢᠯᠠᠷᠳᠠᠢ）是呼和浩特地铁1号线的地铁车站，位于中华人民共和国内蒙古自治区呼和浩特市赛罕区敕勒川路街道什兰岱新村西侧，2019年12月29日開通运营。

## 车站结构
什兰岱站位于什兰岱新村西侧，呈东西布置，长118米，宽22.2米，为地上三层侧式车站，车站北侧为地上二层设备用房。
| 地上三层          | 站台层 | \| 側式 · 開右邊车门 \| \| \| \| \| \| █ 1号线往伊利健康谷（后不塔气） \| \| \| \| █ 1号线往坝堰（机场）（白塔西） \| \| 側式 · 開右邊车门 \| \| \| |
| 地上二层          | 站厅   | 客服中心、自动售票机、验票机 |
| 地面              | 出入口 | A-B出入口 |
| 側式 · 開右邊车门 |        | |
|                   |        | █ 1号线往伊利健康谷（后不塔气） |
|                   |        | █ 1号线往坝堰（机场）（白塔西） |
| 側式 · 開右邊车门 |        | |

## 车站出口
什兰岱站共设2个出口，各出口及周围设施如下所示：
| 出口编号            | 照片 | 地点               | 可到达目的地 |
| ------------------- | ---- | ------------------ | ------------ |
| A · 出口 · （设有） |      | 居民区道路（南侧） | 什兰岱新村   |
| B · 出口 · （设有） |      | 居民区道路（北侧） | 什兰岱新村   |
| 图例： 设有         |      |                    |              |

## 接驳交通

### 公交车
- 什兰岱新村：53路

## 车站历史
- 2017年6月1日，车站正式开工建设[2]。
- 2019年12月29日，随1号线通车一同开通[1]。